# Стюарт Грейнджер
Стю́арт Гре́йнджер (англ. Stewart Granger, 6 мая 1913 — 16 августа 1993) — популярный в 1940-е — 1950-е годы английский актёр, который прославился ролями благородных героев в романтических фильмах.

## Биография

### Юные годы
Будущий актёр родился 6 мая 1913 года в Западном Лондоне в семье майора и кавалера Британской империи Джеймса Стюарта и его супруги Фредерики Элайзы Лаблаш, и был назван в честь отца — Джеймс Лаблаш Стюарт. Его прапрадедом был знаменитый итальянский оперный певец Луиджи Лаблаш. Перед началом своей карьеры он учился в престижном колледже в английском городе Эмпсоне, а затем посещал академию драматического искусства в Лондоне. Решив посвятить себя театру и кино, он столкнулся с проблемой, так как актёр с именем Джеймс Стюарт уже был. Чтобы избежать путаницы он взял себе псевдоним Стюарт Грейнджер, состоящий из его настоящей фамилии и девичьей фамилии его бабушки. Несмотря на это, для друзей и коллег он так навсегда и остался Джимми.

### Начало карьеры
Его кинодебют состоялся на в 1933 году в незначительной роли в британском фильме. Всё же в последующие годы в кино он снимался довольно мало, и в большей степени играл на театральной сцене. В одном из театров Бирмингема он познакомился с актрисой Элспет Марч, которая в 1938 году стала его первой женой.
С началом Второй мировой войны Грейнджер был зачислен в шотландский пехотный полк «Чёрная стража», где служил в 1940—1942 годах, но из-за язвы желудка на поле боя он так и не попал и вернулся снова к обычной гражданской жизни. В начале 1940-х стала активнее развиваться его карьера в кино. Первые свои крупные роли он исполнил на британской киностудии «Gainsborough Pictures», где появился в картинах «Секретная миссия» (1942) и «Человек в сером» (1943), благодаря которым стал популярен в Великобритании.
В 1945 году на съёмках фильма «Цезарь и Клеопатра» Грейнджер познакомился с молодой актрисой Джин Симмонс. У них завязалась дружба, которая со временем перетекла в роман. Они вместе снялись ещё в 1949 году в картине «Адам и Эвелина», а спустя год состоялась их свадьба. К тому времени Грейнджер уже развёлся со своей первой женой Элспет Марч. Церемонию организовал знаменитый американский авантюрист Говард Хьюз, который доставил влюблённых на одном из своих частных самолётов в город Тусон в Аризоне, где те и закрепили свои отношения узами брака.

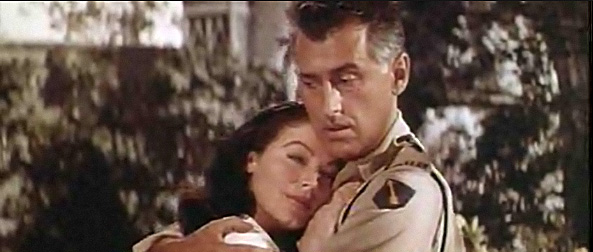
С Авой Гарднер в фильме «Станция Бховани» (1956)

### Голливуд
В 1949 году, после неудачной постановки толстовской пьесы «Власть тьмы» в Лондоне, актёр решил попытать счастье в Голливуде. В то время студия «MGM» искала актёра на главную роль в фильм «Копи царя Соломона», и роль Аллана Куатермена досталась именно Грейнджеру. После большого успеха фильма киностудия предложила ему семилетний контракт. В дальнейшем он появился в нескольких успешных фильмах этой студии, включая «Скарамуш» (1952), «Узник крепости Зенда» (1952) и «Мунфлит» (1955).
Для съёмок в первых двух из этих картин актёру пришлось брать уроки фехтования у бывшего олимпийского чемпиона. Грейнджер так хорошо освоился с профессиональными навыками в этом виде единоборства, что после выхода «Скарамуша» на экраны его фотография со шпагой в руке украшала обложку журнала «Life Magazine».
Он также снялся в картине «Малышка Бесс» (1953), ставшей третьей его совместной работой с супругой Джин Симмонс. В 1956 году актёр принял американское гражданство.

### Последующие годы
Грейнджер продолжал успешную карьеру в Голливуде на протяжении всего десятилетия, снявшись там последний раз в 1960 году в картине «К северу от Аляски» с Джоном Уэйном в главной роли. В том же году распался его брак с Симмонс. После этого актёр вернулся на родину, где продолжил свою актёрскую карьеру в европейских фильмах. Помимо съёмок в Великобритании он снимался в итальянских фильмах, а также много ролей исполнил в немецких кинокартинах, из которых в СССР широко были известны фильмы «Верная Рука — друг индейцев» («Старик Шурхенд») и «Среди коршунов». Грейнджер ещё раз женился, но этот брак оказался самым коротким из трёх, и завершился после пяти лет совместной жизни. Одна из последних заметных его работ была в британской картине «Дикие гуси» в 1978 году. Последние свои роли Грейнджер исполнил на телевидении, сыграв свою последнюю роль в телефильме «Хамелеоны» в 1989 году.
Стюарт Грейнджер умер 16 августа 1993 года в Санта-Монике от рака простаты в возрасте 80 лет.

## Избранная фильмография
| - 1933 — Девушка с юга / A Southern Maid - 1934 — Дай ей кольцо / Give Her a Ring - 1934 — Обмануть всех / I Spy - 1937 — Согласно секретным указаниям / Under Secret Orders - 1939 — Вот такой вот Лондон / So This Is London - 1940 — Конвой / Convoy - 1942 — Секретная миссия / Secret Mission - 1943 — Дети четверга / Thursday’s Child - 1943 — Человек в сером / англ. The Man in Grey - 1943 — Лампа всё ещё горит / англ. The Lamp Still Burns - 1944 — История любви / Love Story - 1944 — Фанни при газовом свете (Человек зла) / Fanny by Gaslight (Man of Evil) - 1945 — Мадонна семи лун / Madonna of the Seven Moons - 1945 — Ватерлоо-роуд / Waterloo Road - 1945 — Цезарь и Клеопатра / Caesar and Cleopatra - 1946 — Караван / Caravan - 1946 — Волшебный лук / англ. The Magic Bow - 1947 — Капитан Бойкотт / англ. Captain Boycott - 1948 — Бланш Фари / англ. Blanche Fury - 1948 — Сарабанда для мертвых влюбленных / англ. Saraband for Dead Lovers - 1949 — Адам и Эвелина / англ. Adam and Evelyne - 1950 — Копи царя Соломона / King Solomon’s Mines — Аллан Квотермейн - 1952 — Дикий север / The Wild North - 1952 — Скарамуш / Scaramouche - 1952 — Узник крепости Зенда / The Prisoner of Zenda - 1953 — Саломея / Salome - 1953 — Малышка Бесс / Young Bess — Томас Сеймур | - 1953 — Все братья были храбрецами / англ. All the Brothers Were Valiant - 1954 — Бо Браммелл / Beau Brummell - 1954 — Зелёный огонь / англ. Green Fire - 1955 — Мунфлит / Moonfleet - 1955 — Шаги в тумане / Footsteps in the Fog - 1956 — Последняя охота / The Last Hunt - 1956 — Станция Бховани / Bhowani Junction - 1957 — Маленькая хижина / The Little Hut - 1958 — Вся правда / The Whole Truth - 1958 — Гарри Блэк и Тигр / Harry Black - 1960 — К северу от Аляски / англ. North to Alaska - 1961 — Тайный партнёр / англ. The Secret Partner - 1962 — Последний рубеж (Коммандо) / Marcia o Crepa (The Legion’s Last Patrol; Commando) - 1962 — Фехтовальщик из Сиены (Рыцарь из Сиены) / англ. Swordsman of Siena - 1964 — Тайное вторжение / англ. The Secret Invasion — майор Ричард Мейс - 1964 — Среди коршунов / англ. Among Vultures - 1965 — Кривая дорожка / англ. The Crooked Road - 1965 — Нефтяной принц / нем. Der Ölprinz - 1965 — Миссия в Гонконг агента 009 / англ. A 009 missione Hong Kong - 1965 — Верная Рука — друг индейцев / Old Surehand 1. Teil — Джонни Гарден - 1966 — Карнавал убийц / англ. Killer's Carnival - 1966 год " Тайна желтых монахов" супер агент 1966 — Мишень для убийства / англ. Target for Killing - 1966 — Тайна белой монахини / англ. The Trygon Factor - 1967 — Последнее сафари / англ. The Last Safari - 1978 — Дикие гуси / The Wild Geese - 1989 — Чистое золото / Fine Gold |